# Postępowanie formułkowe
Postępowanie formułkowe (łac. agere per formulas) – główna forma cywilnego postępowania sądowego w prawie rzymskim za czasów najświetniejszego rozwoju prawa rzymskiego, tj. w ostatnim stuleciu republiki i przez cały okres trwania pryncypatu. Na oznaczenie tego rodzaju postępowania Rzymianie używali omówienia: „procesować się za pomocą formułek”, od którego pochodzi nazwa proces formułkowy. Ten rodzaj postępowania wyparł ostatecznie za cesarza Oktawiana Augusta proces legisakcyjny.
Postępowanie formułkowe przebiegało, w dwóch fazach – in iure oraz apud iudicem, przedzielone przez litis contestatio. W tej dwufazowości widać podobieństwo do procesu legisakcyjnego. Postępowanie formułkowe było jednak znacznie mniej formalistyczne, a poza tym ogromnie rozszerzyło możliwości ochrony praw prywatnych. Proces ten był też dostępny dla nieobywateli i zapewniał ochronę procesową właściwie w każdej zasługującej na to sytuacji życiowej.

## In iure

### Wezwanie pozwanego
Bezwzględnym wymogiem rozpoczęcia procesu było stawiennictwo obu stron. Postępowanie sądowe rozpoczynało się od prywatnego wezwania pozwanego przez powoda do stawienia się przed pretorem (in ius vocatio). Wezwanie to było prywatne i ustne. Musiało być przy tym dokonane w miejscu publicznym, przez poszanowanie dla miru domowego. Jeżeli wezwany nie posłuchał, to zainteresowany miał prawo doprowadzić go przy użyciu siły. Wzywając pozwanego do sądu, powód informował go o rodzaju pretensji, a w obecności pretora powtarzał tę samą informację. Pretor po wysłuchaniu stron udzielał albo też odmawiał ochrony procesowej. Pretor mógł również nie dopuścić do wdrożenia postępowania, o którym z góry było wiadomo, iż nie ma szans powodzenia w postępowaniu apud iudicem. Powód miał obowiązek uprzedzenia kandydata na pozwanego o zamiarze wytoczenia procesu. Przyjęło się, że przeciwnik otrzymywał tablicę z tekstem formułki procesowej, jaką powód miał zamiar się posłużyć.
Od stawiennictwa się w terminie pozwanego mogła uwolnić jedynie osoba zwana vindexem. Vindex gwarantował przybycie pozwanego na proces w innym terminie, biorąc na siebie odpowiedzialność w podwójnej wysokości. Istniały również kategorie osób chronionych przed in ius vocatio w pewnych okolicznościach. Należeli do nich m.in.: kapłani i sędziowie w trakcie sprawowania funkcji oraz uczestnicy orszaków ślubnych czy pogrzebowych. Osobom, które złośliwie uchylały się przed pozwaniem, groziło zajęcie przez powoda całego majątku. Dla uniknięcia tak drastycznych skutków powstała praktyka gwarantowania stawiennictwa przed sądem poprzez osobną umowę – vadimonium. Było to przyrzeczenie przybycia się w określonym terminie przed sąd, pod groźbą zapłaty przeciwnikowi umówionej kary pieniężnej.

### Stanowisko pozwanego
Celem fazy in iure było ujęcie sporu w postać formułki procesowej i przygotowanie do fazy apud iudicem. Czasem jednak już w pierwszej części postępowania dochodziło do zakończenia sporu. Działo się tak gdy pozwany uznał przed pretorem roszczenia powoda (confessio in iure). Mogło się również zdarzyć, iż w toku in iure doszło do ugody między stronami. Kłopotliwą sytuacją było bierne zachowanie pozwanego, który nie miał zamiaru bronić się ani w żaden sposób dążyć do rozwiązania sporu. Takiego pozwanego nazywano indefensus. W sytuacji gdy proces dotyczył rzeczy, przechodziła ona po prostu w ręce powoda. Gdy postępowanie miało charakter osobisty pretor łamał wprost opór indefensusa poprzez zezwolenie powodowi na egzekucję osobistą lub majątkową. Pozwany chcący się bronić, miał ku temu dwa główne środki: 
- negacja (negatio) – Negacja stanowiła proste zaprzeczenie zarzutów, przez co ciężar przeprowadzenia dowodów spadał na powoda. Bezpodstawne negowanie roszczeń pociągało jednak za sobą podwójną wysokość kary.
- ekscepcja (exceptio) – Drugi sposób obrony, ekscepcja, był zarzutem procesowym przeciw żądaniom powoda. By jej użyć, pozwany szukał jakiejś okoliczności mogącej zneutralizować roszczenia.

### Formułka procesowa i utwierdzenie sporu
Zakończeniem fazy in iure było ustalenie treści formułki i wręczenie jej pozwanemu. Treść formułki była uzgodniona między pretorem a stronami. Formalnie wydawał ją pretor, po czym zwracał się do sędziego z nakazem rozstrzygnięcia sprawy spornej. Formułka procesowa pisana była na tabliczkach drewnianych pokrytych woskiem i składała się z pięciu elementów:
- nominatio – wyznaczała sędziego (np. Titus iudex esto)
- intentio – ujmowała żądania powoda
- demonstratio – wskazywała sprawę, o którą toczył się spór
- condemnatio – udzielała sędziemu władzy zasądzenia lub uwolnienia pozwanego
- adiudicatio – pozwalała sędziemu przysądzić rzecz któremuś z uczestników sporu lub dokonania jej podziału między strony

Nadzwyczajnymi elementami mogły być:
- praescriptio pro actore – zastrzeżenie w interesie powoda (np. domagając się spłaty raty pożyczki powód musiał to zaznaczyć, by uniknąć utraty całego roszczenia na skutek konsumpcji skargi)
- exceptio – zastrzeżenie w interesie pozwanego (np. exceptio pacti że zawarto pactum de non petendo)
- replicatio – odpowiedź powoda na ekscepcję pozwanego
- duplicatio – odpowiedź pozwanego na replikę powoda
- triplicatio – odpowiedź powoda na duplikę pozwanego.

Ostateczne zatwierdzenie sporu przez pretora dokonywało się aktem litis contestatio. 
Dochodziło także do konsumpcji procesowej, co znaczy, że sędzia nie rozpatrywał już stanu faktycznego. Strony wzywały świadków słowami: bądźcie świadkami! (testes estote!) i odczytywały formułki słowne, po czym przystępowały do rozstrzygnięcia sprawy w fazie apud iudicem.

## Apud iudicem

### Rozprawa
Faza apud iudicem rozpoczynała się w określonym terminie przed sędzią lub całym kolegium sędziów, wybranych przez strony przy udziale magistratury. Rozprawy wyznaczano na godziny przedpołudniowe i jeżeli któraś ze stron nie stawiła się bez usprawiedliwienia, sędzia miał obowiązek zasądzić na rzecz obecnego. Jeżeli obie strony prawidłowo się stawiły, sędzia wysłuchiwał relacji świadków i przeprowadzał nieformalne postępowanie dowodowe. Sędzia jednak nie poszukiwał osobiście materiału dowodowego, lecz badał jedynie dowody przedstawione przez strony. Ocena materiału dowodowego przez sędziego była ograniczona przez treści formułek. Nie istniała możliwość zasądzenia powoda, jeśli nie pozwalała na to formułka, nawet gdy wynikałoby to z postępowania dowodowego. Ważnym ograniczeniem była również kondemnacja pieniężna, oznaczająca, iż sędzia mógł zasądzić pozwanego tylko na zapłacenie kwoty pieniężnej. To oznacza, że pozwany mógł utrzymać we władaniu rzecz sporną przez spłatę jej wartości.

### Wyrok
Postępowanie apud iudicem kończył wyrok sędziego. Wydanie wyroku nie miało konkretnej formy. Nie było
wymagane ani sformułowanie na piśmie, ani uzasadnienie. Jego treść nie mogła jedynie wykraczać poza granice wytyczone przez formułkę procesową. Wyrok kończył definitywnie spór, po jego wydaniu sędzia nie miał prawa już nic zmienić ani dodać. Proces formułkowy nie znał instytucji apelacji. W przypadku choroby umysłowej sędziego lub przekroczenia uprawnień zakreślonych w formułce, wyrok mógł być unieważniony. Jeżeli jednak został już wykonany, nie było możliwości żądania zwrotu dokonanej zapłaty.

### Egzekucja
Normalnym środkiem egzekucji osobistej pozostawała możność zabrania dłużnika do więzienia prywatnego aż do czasu zapłaty lub odpracowania długu. Obok egzekucji osobistej wykształciła się również egzekucja majątkowa. Miała ona miejsce gdy pretor zezwalał na wprowadzenie wierzyciela do majątku dłużnika. Ten stan miał się utrzymywać przez 30 dni (lub 15 w przypadku zmarłych dłużników). W tym czasie, jeżeli dłużnik nie spłacił świadczenia, spadała na niego infamia. Wierzyciel dostawał od pretora upoważnienie żeby sprzedał cały majątek zhańbionego dłużnika w drodze prywatnej licytacji i odzyskał dług. Na początku pryncypatu pojawił się jeszcze jeden rodzaj egzekucji – egzekucja majątkowa syngularna. Był to w zasadzie przywilej egzekucyjny dla członków rodzin senatorskich. Polegał na tym, że w razie potrzeby specjalny kurator prowadził sprzedaż poszczególnych elementów majątkowych, aż do zaspokojenia wierzycieli. Uważano, że taki sposób egzekucji jest godniejszy i nie nakłada na dłużnika infamii.